# Andefugle
Andefugle (latin: Anseriformes) er en orden af fugle. Den består af 169 nulevende arter i tre familier: Hyrdefugle (Anhimidae), Skadegåsen (Anseranatidae) og den største familie, de egentlige andefugle (Anatidae), som består af 165 arter og bl.a. omfatter gæs, svaner og ægte ænder.
Alle arterne i ordenen er særligt tilpasset et liv ved vandoverfladen. De har alle svømmefødder, selvom visse med tiden har udviklet sig til hovedsageligt at leve på land.

## Evolution
Den tidligst kendte andefugl er den nyligt opdagede Vegavis, som levede i kridttiden. Andefuglene menes at være opstået da den oprindelige gruppe Galloanserae (som andefugle og hønsefugle tilhører) delte sig i to hovedslægter. Den uddøde klade Dromornithidae repræsenterer de tidlige skud på stammen på andefuglenes linje, og det gælder muligvis også for Gastornis (hvis den er en andefugl). Andefuglenes aner udviklede det karakteristiske næb som de stadig deler. Kombinationen af næbets indre form og en ændret tunge virker som en sugepumpe, der trækker vand ind ved spidsen af næbet og udstøder det i siderne og bagtil; en række fine filtre kaldet lameller fanger små partikler, som slikkes af eller sluges.
Alle andefugle har denne grundlæggende form, men mange har senere hen tillagt sig alternative ernæringsstrategier: gæs græsser på planter, Merginae fanger fisk; selv hyrdefuglene, som har næb der ved første øjekast mere ligner de vilde hønsefugle, har stadig rudimentære lameller. De forhistoriske vadefugle Presbyornithidae og de enorme og muligtvis kødædende dromornithider havde endnu mere afvigende træk.
Hyrdefugle blev længe regnet til hønsefugle på grund af deres hønsefuglsagtige næb. Ved undersøgelser af deres DNA har det dog vist sig, at de er nærmere beslægtet med skadegåsen og de egentlige andefugle.

## Klassifikation
Andefuglene og hønsefuglene (Galliformes, fx fasaner) er de mest primitive neognate fugle og bør følge strudsefuglene og tinamuerne i fugleklassifikationssystemer.
Systematik for de egentlige andefugle (Anatidae), især hvad angår placeringen af besynderlige slægter af svømmeænder eller gravænder, er endnu ikke afklaret. Nogle usædvanlige grupper af fossiler, heriblandt Gastornithidae og Dromornithidae, anses ofte for at være udgangspunktet for andefuglenes stamtræ eller i det mindste dets nærmeste slægtninge.
Egentlige andefugle deles traditionelt op i underfamilierne ægte ænder (Anatinae) og svaner og gæs (Anserinae). De ægte ænder består af svømmeænder (Anatini), dykænder (Aythyini), havænder (Mergini) og Tadornini (fx Gravand)

### Nulevende familier
Andefugle kan deles i tre nulevende familier:
- Anhimidae (hyrdefugle, 3 arter)
- Anseranatidae (skadegås, 1 art)
- Anatidae (egentlige andefugle, 165 arter)

### Uddøde familier
Flere grupper af andefugle er uddøde:
- †Cnemiornithidae
- †Dromornithidae
- †Presbyornithidae